# 豊浦温泉

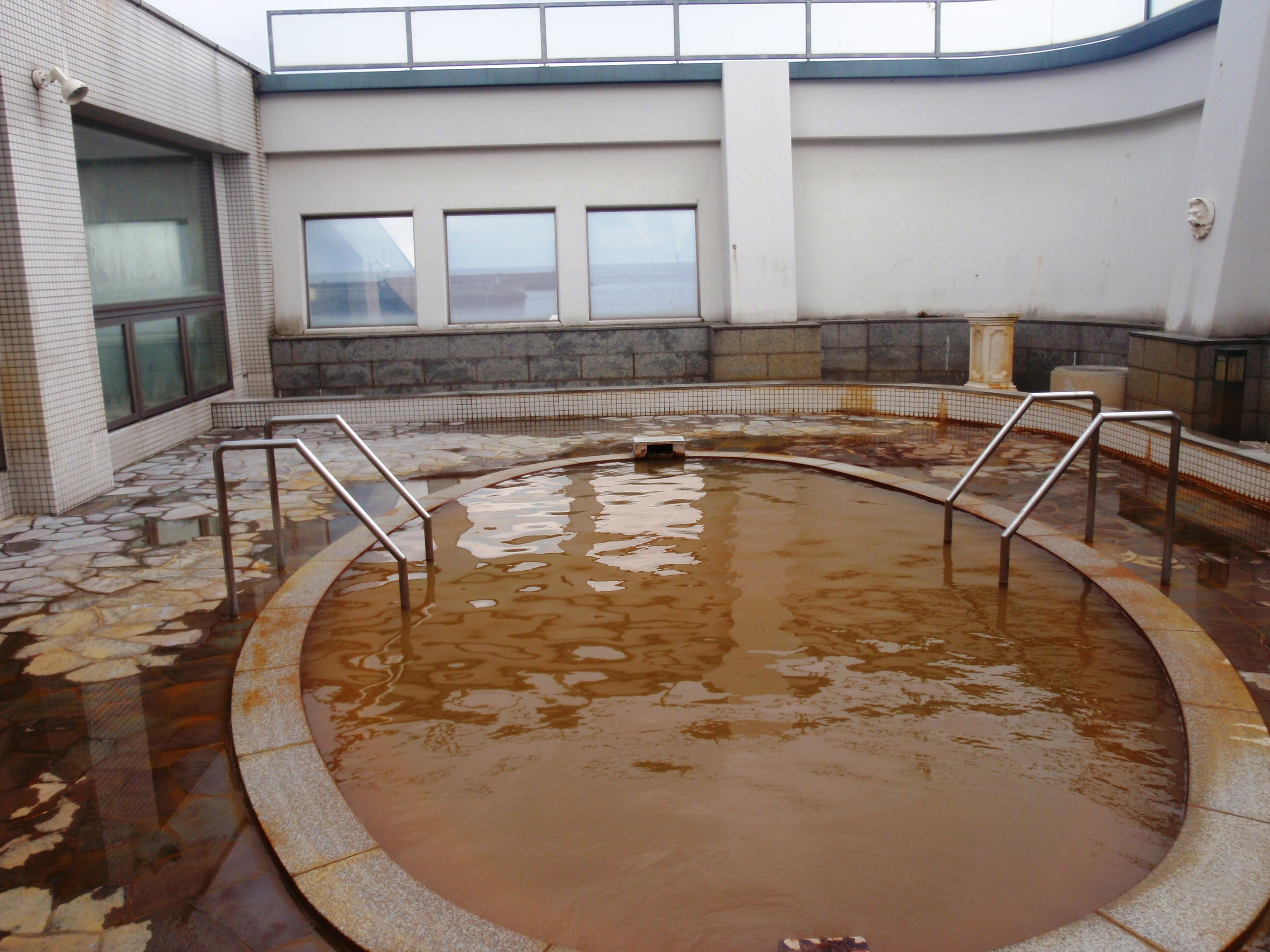
黄褐色の掛け流し露天風呂

豊浦温泉（とようらおんせん）は、北海道虻田郡豊浦町にある温泉。

## 泉質
2本の源泉を保有する。
- カルシウム・ナトリウム－硫酸塩泉（弱アルカリ性低張性高温泉）（旧泉質名：含芒硝 - 石膏泉）
  - 豊浦町ヌキベツ臨海温泉　2号井 源泉温度 - 53度（平成4年湧出）
  - 豊浦町ヌキベツ臨海温泉　3号井 源泉温度 - 46.5度（平成12年湧出）
    - 　無色透明、無味、無臭[1]
      - 湧出時は無色だが、成分の酸化によって黄褐色を呈す。

## 温泉地
日帰り入浴施設と宿泊施設を兼ねた「天然豊浦温泉しおさい」が1軒存在する。温泉施設は洋風風呂・和風風呂に分かれ、日替わりで男女交替する。一部掛け流し、一部濾過循環方式。建物は客船を模した造りであり、各客室および浴室からは噴火湾が一望できる。

## 歴史
- 1989年（平成元年） - ふるさと創生事業により温泉開発調査を開始。
- 1992年（平成4年） - 温泉の掘削に成功。
- 1993年（平成5年） - 町直営の「豊浦町温泉保養センター」として開湯。その後も一帯を海浜公園整備事業として整備を進める。
- 2002年（平成14年）4月1日 - 日帰り入浴施設と宿泊施設を兼ねた「天然豊浦温泉しおさい」を新設[2]。
- 2004年（平成16年）4月1日 - 経営難に伴い5年間の契約で加森観光に運営を委託。2009年（平成19年）3月末まで運営を行った[3]。

## アクセス
- JR北海道室蘭本線豊浦駅から徒歩15分。
- 施設前に道南バスの札幌駅前ターミナル方面、洞爺湖温泉方面、伊達紋別駅方面が乗り入れる。
- 道央自動車道虻田洞爺湖インターチェンジから7km。